# 다우트!!
《다우트!!》(영어: DOUBT!!, 일본어: ダウト!!)는 이즈미 가네요시의 만화이다. 별책 소녀 코믹 2000년 3월호부터 Betsucomi 2002년 7월호까지 연재되었다. 전 28화. 단행본은 플라워 코믹스에서 전6권이 발매되었다.